# Piercetown
Piercetown är en ort i republiken Irland.   Den ligger i grevskapet Loch Garman och provinsen Leinster, i den sydöstra delen av landet, 120 km söder om huvudstaden Dublin. Piercetown ligger 20 meter över havet och antalet invånare är 555.
Terrängen runt Piercetown är platt. Havet är nära Piercetown åt nordost.Runt Piercetown är det ganska glesbefolkat, med 36 invånare per kvadratkilometer. Närmaste större samhälle är Wexford, 5,9 km norr om Piercetown. Trakten runt Piercetown består i huvudsak av gräsmarker.